# Xã Huggins, Quận Tripp, South Dakota
Xã Huggins (tiếng Anh: Huggins Township) là một xã thuộc quận Tripp, tiểu bang Nam Dakota, Hoa Kỳ. Năm 2010, dân số của xã này là 22 người.